# Naberezjnyje Tjelny
Naberezjnyje Tjelny (ryska Набережные Челны, tatariska Çallı) är den näst största staden i Tatarstan i Ryssland. Folkmängden uppgår till lite mer än en halv miljon invånare. Staden hette Brezjnev, efter Leonid Brezjnev, mellan åren 1982 och 1988. 